# Apophis (Stargate)
Apophis is een Goa'uld uit Stargate SG-1 en is gebaseerd op de Egyptische slangengod Apophis. Apophis maakte zijn debuut in de pilotaflevering Children of the Gods en was tot het vijfde seizoen de belangrijkste antagonist in de serie. Zijn personage werd gespeeld door Peter Williams.

## Over Apophis
Zoals in de Egyptische mythologie is Apophis de tegenhanger én broer van Ra, ooit de machtigste System Lord van alle Goa'uld, maar gedood door Jack O'Neill en Daniel Jackson in de Stargate-film. In de pilotaflevering zien we hoe Apophis op Abydos komt om Daniels vrouw Sha're en diens broer Skaara te kidnappen en gebruikt te worden als gastheer van respectievelijk Amaunet (zijn gemalin) en Klorel (zijn zoon).
Verder zien we hem verschillende keren in conflict met SG-1 en poogt hij zelfs een aanval op de aarde. In de aflevering Enemies wordt zijn schip aangevallen door Replicators en wordt hij gedood.